# Istocheta barbata
Istocheta barbata är en tvåvingeart som först beskrevs av Louis-Paul Mesnil 1961.  Istocheta barbata ingår i släktet Istocheta och familjen parasitflugor. Inga underarter finns listade i Catalogue of Life.